# 타슈

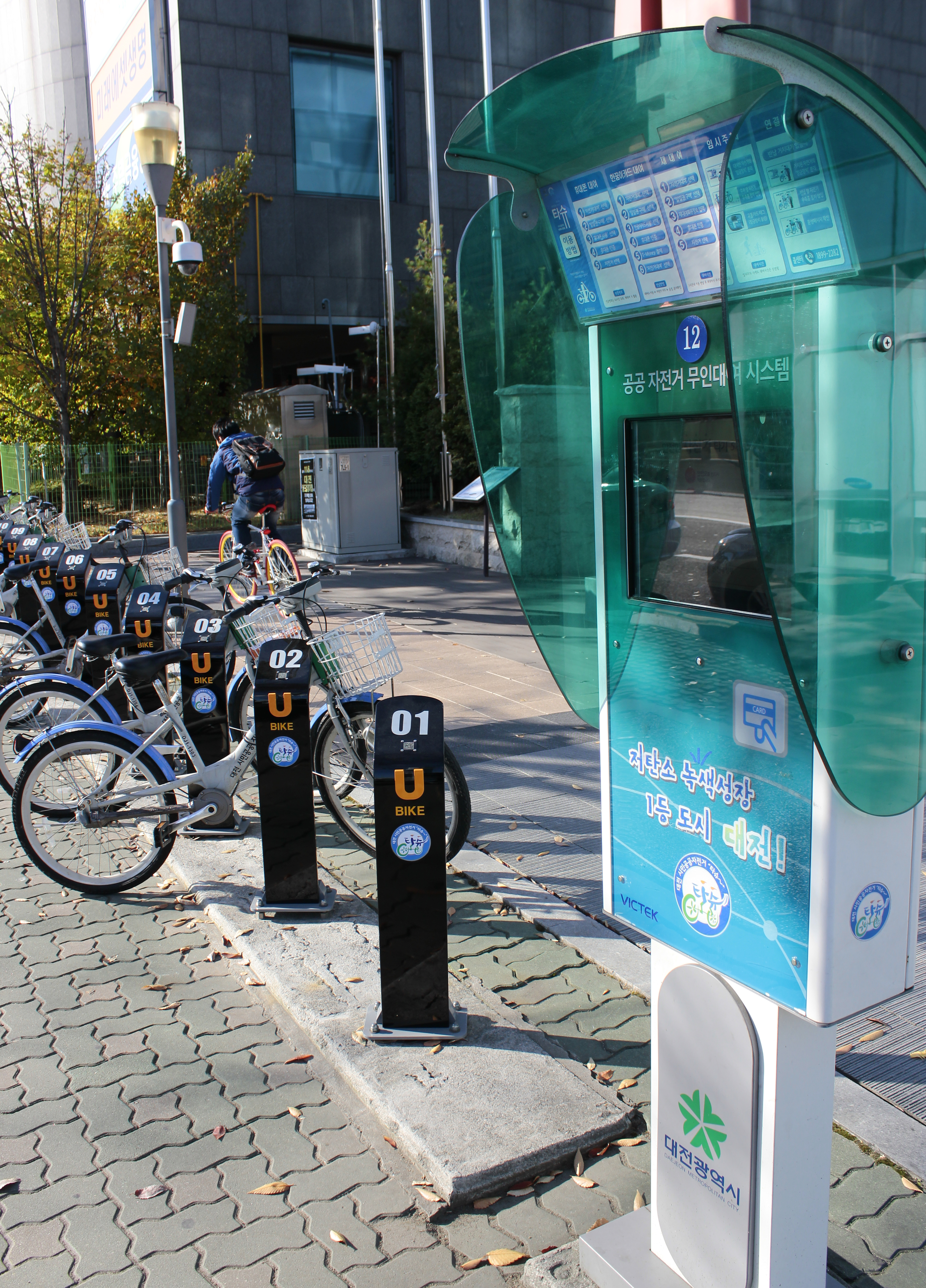
대전광역시 공공 자전거 '타슈'

타슈(Tashu)는 대전교통공사가 운영하는 대한민국 최초의 공유 자전거 무인대여 시스템이다. 구글 플레이스토어, 앱스토어에서 타슈 앱을 다운받거나 티머니GO 앱을 통해 원하는 장소에서 쉽게 대여하고 사용 후 반납할 수 있다.

## 이름 유래
'타슈'라는 이름은 충청도 사투리 고유의 상대 높임법인 해유체를 이용한 것으로, 표준어로 바꾸면 '타세요'가 된다.

## 현황
2012년 6월자로 유료 회원제로 변경되었다.
2022년 1월부터 조례 개정으로 모든 이용자가 60분을 무료로 이용할 수 있게 되었다.
타슈는 기본 1시간을 무료로 자전거를 이용할 수 있으며 1시간 초과 사용시 30분당 500원이 부과된다. (일 최대 5,000원)